# Gavin Johnson
Gavin Keith Johnson (Louis Trichardt, 17 ottobre 1966) è un ex rugbista a 15 sudafricano, tre quarti ala campione del mondo nel 1995 con gli Springbok.

## Biografia
Al Transvaal nel 1993, con esso vinse la Currie Cup di quell'anno, per poi ripetersi nella stagione successiva.
Esordì in Nazionale sudafricana nel novembre 1993 a Buenos Aires contro l'Argentina e prese parte con tre incontri alla Coppa del Mondo di rugby 1995 vinta dagli Springbok; in tale torneo disputò i suoi ultimi incontri internazionali.
Fu professionista dal 1996, dapprima nei Cats, poi in Inghilterra ai Saracens, con cui militò fino al 1999, anno del suo ritiro.
Attualmente gestisce un residence turistico in Zambia.

## Palmarès
- Coppe del mondo: 1
1995
- Currie Cup: 2
Transvaal: 1993, 1994